# Уинн, Джимми
Джеймс Шерман Уинн (англ. James Sherman Wynn, 12 марта 1942, Гамильтон, Огайо — 26 марта 2020, Хьюстон, Техас) — американский бейсболист, аутфилдер. Выступал в Главной лиге бейсбола с 1963 по 1977 год. Большую часть карьеры провёл в составе «Хьюстон Астрос». Его игровой номер выведен в команде из обращения, в 2019 году он стал одним из первых игроков, избранных в клубный Зал славы. Трижды принимал участие в Матче всех звёзд лиги.

## Биография

### Ранние годы и начало карьеры
Джеймс Уинн родился 12 марта 1942 года в Гамильтоне в штате Огайо. Он был одним из семи детей в семье мусорщика Джозефа и домохозяйки Мод. Его отец играл в бейсбол в полупрофессиональной лиге и стал первым тренером для сына. 
Детство Джимми прошло неподалёку от стадиона «Кросли-филд», домашней арены клуба «Цинциннати Редс». Во время учёбы в школе он играл в бейсбол, баскетбол, американский футбол, занимался лёгкой атлетикой. В 1960 году, окончив школу, получил приглашение в клуб «Редс», пытавшегося подписать с ним контракт, но по настоянию матери поступил в университет Сентрал Стейт в Уилберфорсе. Там он провёл два года.
Контракт с «Цинциннати» Джеймс подписал в начале 1962 года. Первый сезон в профессиональном бейсболе он провёл в составе «Тампы Тарпонс» в Лиге штата Флорида. Уинн сыграл во всех 120 матчах регулярного чемпионата, выходя главным образом на месте игрока третьей базы. Его показатель отбивания в этих играх составил 29,0 %, он выбил 14 хоум-ранов и заработал 113 уоков. В тот период в Главной лиге бейсбола действовало правило, по которым новички, не входящие в расширенные составы команд, могли быть задрафтованы любым другим клубом. В ноябре 1962 года этим правилом воспользовался клуб «Хьюстон Кольт 45».

### Карьера в Хьюстоне
Сезон 1963 года Уинн начал в фарм-клубе AA-лиги «Сан-Антонио Буллетс». Он выходил на поле на третьей базе и шортстопом, отбивал с показателем 28,8 %, выбил 16 хоум-ранов и 11 триплов. В июле Джимми был вызван в основной состав «Хьюстона». Спустя несколько игр главный тренер команды Харри Крафт перевёл его на позицию аутфилдера, где он в дальнейшем играл до завершения карьеры. В регулярном чемпионате 1963 его показатель отбивания составил 24,4 %.
В 1964 году Уинн сыграл в стартовом составе команды в День открытия сезона. Весной его атакующая результативность была невысокой и тренерский штаб перевёл Джимми в AAA-лигу. Лето он отыграл в составе «Оклахомы-Сити Эйти Найнерс», а в «Хьюстон» вернулся в сентябре. Всего в регулярном чемпионате 1964 года он провёл 67 игр. В декабре он женился на Рут Миксон. Брак получился несчастливым, хотя у них родилось двое детей.
Следующий сезон для команды начался со смены названия на «Астрос» и открытия нового стадиона «Астродом». Уинн же по его ходу закрепил за собой статус восходящей звезды лиги. Он сыграл 157 матчей, отбивая с эффективностью 27,5 %, выбил 22 хоум-рана, заработал 84 уока и украл 43 базы. Его начали сравнивать со звёздным аутфилдером «Сан-Франциско» Уилли Мейсом. Джимми хорошо провёл и первые четыре месяца сезона 1966 года, который для него завершился досрочно. Первого августа в выездной игре с «Филадельфией» он врезался в стену, сломав запястье и локоть левой руки.
Уинн смог полностью восстановиться от последствий травмы и вернулся на поле в 1967 году. Его эффективность на бите снизилась до 24,9 %, но он стал вторым в Национальной лиге по числу выбитых хоум-ранов, уступив только Хэнку Аарону. Его 37 хоум-ранов и 107 RBI оставались рекордами «Хьюстона» до 1994 года. В июне Джимми стал первым игроком, выбившим три хоум-рана в одной игре на «Астродоме». Летом он впервые в карьере сыграл в Матче всех звёзд лиги. В том же году с подачи журналиста газеты Houston Chronicle Джона Уилсона за Уинном закрепилось прозвище «Игрушечная пушка» (англ. Toy Cannon), связанное с его физическими данными (рост 175 см, вес 73 кг). 
Перед стартом сезона 1968 года в команде сменился тренер отбивающих. Занявший эту должность Харри Уокер считал работу Джимми на бите неправильной с точки зрения техники. Кроме того, Уинна на несколько недель перевели из центра на место левого аутфилдера, чем он тоже был недоволен. Более того, в своих мемуарах он прямо называл Уокера расистом. Схожие разногласия с тренером были и у другого звёздного игрока команды Джо Моргана. В регулярном чемпионате его показатель эффективности отбивания вырос до 26,9 %, но он выбил меньше хоум-ранов и набрал меньше RBI. Этот год стал пиком эпохи доминирования питчеров.
В 1969 году Джимми провёл великолепный сезон, выбив 33 хоум-рана и набрав 87 RBI. Также он заработал 148 уоков, повторив рекорд лиги. По показателю OBP он стал лучшим в лиге, а питчеры соперников практически никогда не бросали против него фастболы. В 1970 году на счету Джимми было 27 хоум-ранов, 88 RBI и 106 уоков. В декабре едва не закончился трагедией его брак. В ходе очередной ссоры он схватил незаряженное ружьё, а жена ударила его ножом в живот. Уинн перенёс операцию, а вскоре они с Рут развелись. Семейные проблемы заметно повлияли на его игру. В 1971 году Джимми отбивал с эффективностью всего 20,3 %. Позже он сам признавал, что в тот период меньше всего в жизни хотел играть в бейсбол. По ходу того сезона серьёзно обострился его конфликт с Уокером, после одной из игр Уинна оштрафовали за невыполнение указаний тренера. Несмотря на ходившие слухи, оба они остались в команде. В 1972 году Уокер оставил попытки изменить игру Джимми, а тот провёл отличный сезон с показателем отбивания 27,3 %, выбил 24 хоум-рана, набрал 90 RBI, заработал 103 уока и сделал 117 ранов. В августе Уокера всё же уволили, а на его место пришёл Лео Дюроше. Он переставил Уинна на первое место в списке отбивающих. Для него это означало сокращение числа заработанных RBI. В 1973 году показатель отбивания Джимми снизился до 22,0 %, но он выбил 20 хоум-ранов и заработал 91 уок.

### Лос-Анджелес Доджерс и завершение карьеры
В декабре 1973 года Уинна обменяли в «Доджерс». Главный тренер команды Уолтер Олстон предоставил ему полную свободу в игровом плане, чем тот был крайне доволен. Также он быстро нашёл общий язык с тренером отбивающих Дикси Уокером, братом Харри. Болельщики команды тоже приняли Джимми очень тепло. Он отблагодарил их отличным сезоном, установив клубный рекорд по количеству выбитых хоум-ранов, набрав 108 RBI и заработав 108 уоков. Летом 1974 года он второй раз в карьере сыграл в Матче всех звёзд. «Доджерс» завершили чемпионат со 102 победами при 60 поражениях, выиграли дивизион и вышли в плей-офф. Команда дошла до Мировой серии, где уступила «Окленду» в пяти матчах. По итогам года Уинн получил награду Возвращение года от журнала Sporting News. 
Он сильно провёл первую часть чемпионата в 1975 году, вновь получив приглашение на Матч всех звёзд. На этом отрезке Джимми отбивал с эффективностью 27,0 % с 14 хоум-ранами и 79 уоками. После летнего перерыва начался спад. С точки зрения статистики сезон не был плохим, но после его окончания Уинна обменяли в «Атланту Брэйвз». После перехода карьера Джимми быстро подошла к своему завершению. В 1976 году он стал лидером лиги со 127 уоками, но отбивал с эффективностью всего 22,7 %. После окончания сезона его обменяли в «Нью-Йорк Янкис». В следующем году он сыграл за команду только 30 матчей. Затем Уинна обменяли в «Милуоки Брюэрс», где он провёл ещё 36 игр. После отчисления он принял решение завершить карьеру.

### После бейсбола
Закончив играть, он поселился в Лос-Анджелесе. В 1979 году Уинн предпринял неудачную попытку вернуться в спорт, недолго поиграв в Мексиканской лиге. В начале 1980-х годов умерли его родители. Через несколько лет он продал дом и переехал в Хьюстон, восстановив отношения с детьми. В 1988 году Джимми начал работать в офисе «Астрос», занимаясь связями с общественностью. Этим он занимался следующие двадцать пять лет. Также он вошёл в состав правления Ассоциации выпускников Главной лиги бейсбола. Уинн много занимался общественной деятельностью, проводил встречи с подростками, рассказывая о важности образования и вреде наркотиков. В 1992 году его избрали в Зал бейсбольной славы Техаса. 
В 2005 году №24, под которым играл Уинн, был выведен в «Астрос» из обращения. В 2011 году клуб открыл в Хьюстоне тренировочный центр для молодёжи, названный его именем. В 2019 году, когда был основан Зал славы клуба, Джимми стал одним из первых игроков, включённых в него. 
Джимми Уинн скончался 26 марта 2020 года в Хьюстоне в возрасте 78 лет.